# Stenocorus meridianus
Stenocorus meridianus је инсект из реда тврдокрилаца (Coleoptera) и фамилије стрижибуба (Cerambycidae). Припада потфамилији Lepturinae.

## Распрострањење и станиште
Настањује безмало целу Eвропу. Сви налази у Србији су из средишњег појаса, ниједан није са севера или југа. Живи у листопадним шумама.

## Опис
Stenocorus meridianus је дугaчак 15—27 mm. Ноге су увек браон, а покрилца су црна код женки и смеђа код мужјака.

## Биологија
Ларва се развија две године трулим стаблима и корењу листопадног дрвећа. Домаћини су јој јасен, јавор, буква, врба, јова, јабука, топола и храст. Одрасли инсекти се могу наћи од маја до јула.